# Холивила (Кентаки)
Холивила (енгл. Hollyvilla) град је у америчкој савезној држави Кентаки.

## Демографија
По попису из 2010. године број становника је 537, што је 56 (11,6%) становника више него 2000. године.
| Група             | 2000.       | 2010.       |
| Белци             | 469 (97,5%) | 518 (96,5%) |
| Афроамериканци    | 4 (0,8%)    | 10 (1,9%)   |
| Азијати           | 0 (0,0%)    | 0 (0,0%)    |
| Хиспаноамериканци | 3 (0,6%)    | 6 (1,1%)    |
| Укупно            | 481         | 537         |